# 紀元前833年
紀元前833年（きげんぜん833ねん）は、西暦による年。

## 他の紀年法
- 干支 : 戊辰
- 中国
  - 周 - 共和9年
  - 魯 - 真公23年
  - 斉 - 武公18年
  - 晋 - 釐侯8年
  - 秦 - 秦仲12年
  - 楚 - 熊厳5年
  - 宋 - 釐公26年
  - 衛 - 釐侯22年
  - 陳 - 幽公22年
  - 蔡 - 夷侯5年
  - 曹 - 幽伯2年
  - 燕 - 恵侯32年
- 朝鮮
  - 檀紀1501年
- ユダヤ暦 : 2928年 - 2929年
- アッシリア暦 : 3918年
- 人類紀元 : 9168年